# Insecte suceur
Pour un article plus général, voir Anatomie des insectes.
Les insectes suceurs sont les insectes se nourrissant de la sève ou du sang de leurs proies, non pas par piqûre grâce à un aiguillon, mais par morsure grâce à un appareil buccal suceur appelé « proboscis », « trompe » ou « rostre ». Les insectes suceurs sont répartis au sein des hémiptères, des diptères et de lépidoptères.

## Liste d'insectes suceurs
- Puceron
- Punaise
- Cigale
- Aleurode
- Moustique
- Phlebotome
- Taon
- Cochenille